# Тофалеу
Тофалеу (рум. Tofalău) — село у повіті Муреш в Румунії. Входить до складу комуни Синджорджу-де-Муреш.
Село розташоване на відстані 264 км на північний захід від Бухареста, 8 км на північний схід від Тиргу-Муреша, 83 км на схід від Клуж-Напоки, 126 км на північний захід від Брашова.

## Населення
За даними перепису населення 2002 року у селі проживали 20 осіб.
Національний склад населення села:
| Національність | Кількість осіб | Відсоток |
| -------------- | -------------- | -------- |
| угорці         | 15             | 75,0%    |
| румуни         | 5              | 25,0%    |

Рідною мовою назвали:
| Мова      | Кількість осіб | Відсоток |
| --------- | -------------- | -------- |
| угорська  | 15             | 75,0%    |
| румунська | 5              | 25,0%    |